# 厚生省大臣官房
厚生省大臣官房（こうせいしょうだいじんかんぼう）は、日本の厚生省に置かれていた大臣官房。現在の厚生労働省大臣官房。

## 組織
- 人事課
内部組織・職員の定員、職員の職階・任免・給与・懲戒等、栄典等。
- 総務課
厚生省所管行政の総合調整、国会との連絡、法令案等の審査。
  - 広報室
厚生省所管行政の広報。
- 会計課
予算・決算、会計監査、庁舎管理。
- 政策課
厚生省所管行政の基本的・総合的政策の策定、社会保障制度に関する総合的調査・研究・企画、厚生白書、人口政策に関する企画・調査。
  - 調査室
厚生省所管行政の政策の企画及び調査の総合調整。
- 国際課
厚生省所管行政の国際協力事務の総合的企画・総括、厚生省所管行政に係る世界保健機関等に関する事務の総括、海外に対する広報。
- 厚生科学課
厚生省所掌事務のうち科学技術に関する総合的企画・調整、試験研究機関に関すること。

## 官房長
| 氏名       | 就任年月日     | 前職                           | 後職             | 備考 |
| ---------- | -------------- | ------------------------------ | ---------------- | ---- |
| 大和田潔   | 1978年12月12日 | 社会保険庁参事官               | 保険局長         |      |
| 吉村仁     | 1980年5月27日  | 社会保険庁長官官房審議官       | 保険局長         |      |
| 幸田正孝   | 1982年8月27日  | 児童家庭局長                   | 保険局長         |      |
| 下村健     | 1984年6月28日  | 大臣官房審議官（医療保険担当） | 保険局長         |      |
| 北郷勲夫   | 1986年6月13日  | 大臣官房総務審議官             | 薬務局長         |      |
| 黒木武宏   | 1988年6月7日   | 大臣官房総務審議官             | 保険局長         |      |
| 古川貞二郎 | 1990年6月29日  | 児童家庭局長                   | 保険局長         |      |
| 多田宏     | 1992年7月1日   | 援護局長                       | 保険局長         |      |
| 岡光序治   | 1993年6月29日  | 薬務局長                       | 保険局長         |      |
| 山口剛彦   | 1994年9月2日   | 年金局長                       | 保険局長         |      |
| 近藤純五郎 | 1996年7月2日   | 年金局長                       | 老人保健福祉局長 |      |
| 大塚善治   | 1998年7月7日   | 大臣官房審議官                 | 老人保健福祉局長 |      |
| 中西明典   | 1999年8月31日  | 医薬安全局長                   | 社会保険庁長官   |      |